# 味觉丧失
味觉丧失是指舌头味觉功能的丧失，此時患者的舌頭無法感覺到甜味、酸味、苦味、咸味和鮮味 。与味覺障礙相比，味觉丧失其實相对來說比較罕见。
味觉丧失的主要原因有头部受到外伤、上呼吸道感染、接触到有毒物质和感染2019冠状病毒病。